# 플라스터

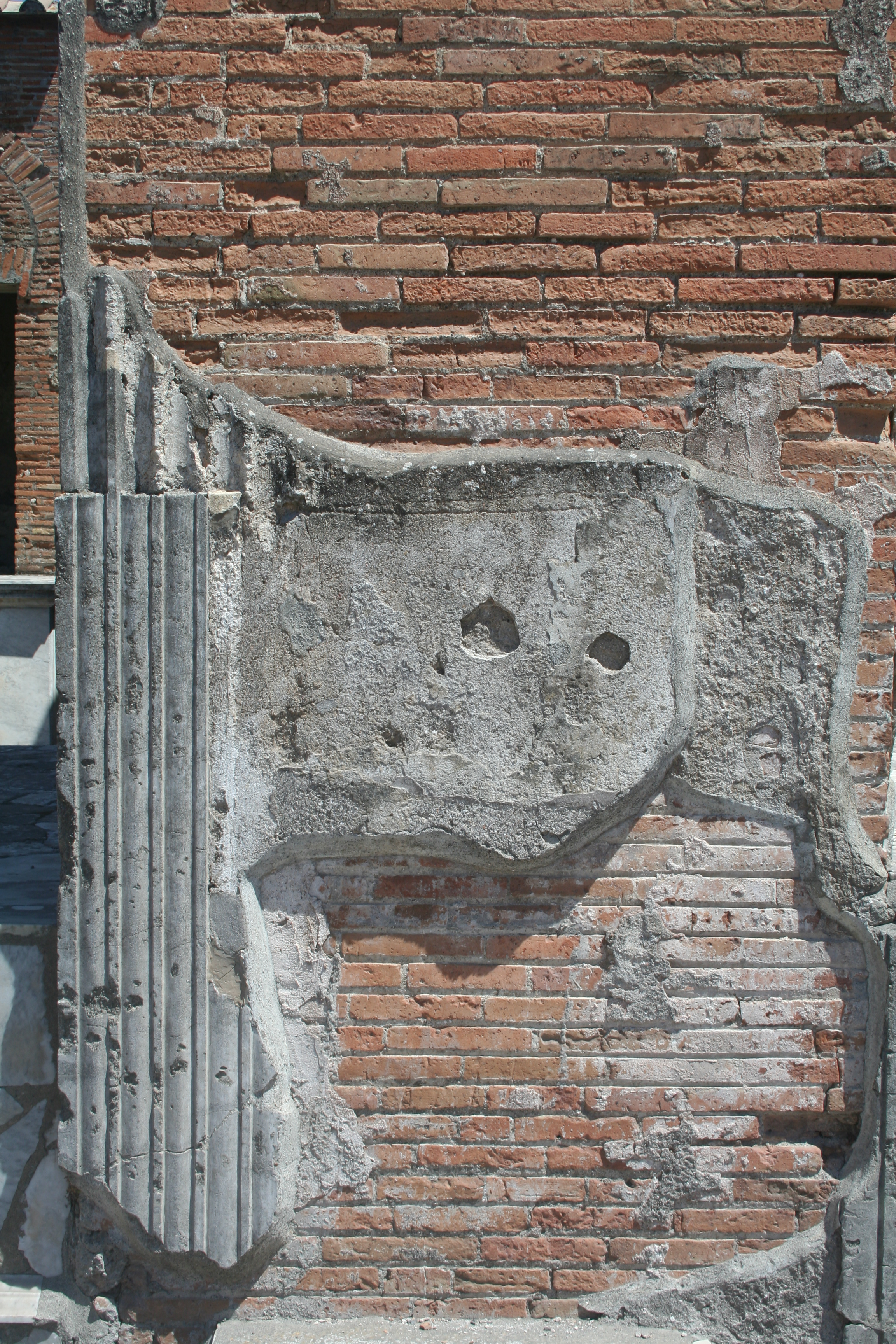

플라스터(plaster)는 모르타르나 시멘트와 비슷한 물질이다. 플라스터라는 용어는 일반적으로 석고 플라스터, 석회 플라스터, 시멘트 플라스터를 가리킨다.

## 같이 보기
- 모르타르
- 스투코